# 粘土槨
粘土槨（ねんどかく）は、古墳の墳丘の上から掘られた土坑内の粘土床上に安置された木棺を粘土で覆って埋め戻した埋葬施設。木棺を大量の石材で封じ込めた竪穴式石室の簡略化された形態とも推定される。